# Trachyrincus aphyodes
Trachyrincus aphyodes är en fiskart som beskrevs av Mcmillan, 1995. Trachyrincus aphyodes ingår i släktet Trachyrincus och familjen skolästfiskar. Inga underarter finns listade i Catalogue of Life.